# Eupithecia staudingeri
Eupithecia staudingeri är en fjärilsart som beskrevs av Bohatsch 1893. Eupithecia staudingeri ingår i släktet Eupithecia och familjen mätare. Inga underarter finns listade i Catalogue of Life.